# Всеобщие выборы в Гондурасе (1891)
Всеобщие выборы в Гондурасе проходили 6 ноября 1891 года. На них избирались президент и депутаты Национального конгресса Гондураса. 
После смерти в 1890 году лидера либералов Селео Ариаса символом «гондурасского либерализма» стал Поликарпо Бонилья. От консерваторов, основавших 8 февраля 1891 года Прогрессивную партию Гондураса, был выдвинут генерал, военный министр в администрации Луиса Бограна. В результате победу одержал Понсиано Лейва и 30 ноября 1891 года он стал президентом Гондураса.

## Президентские выборы
| Кандидат          | Политическое предпочтение | Голоса | %    |
| ----------------- | ------------------------- | ------ | ---- |
| Понсиано Лейва    | Прогрессивная партия      | 34 362 | 69,2 |
| Поликарпо Бонилья | Либеральная партия        | 15 300 | 30,8 |
| Всего             | Всего                     | 49 662 | 100  |
| Источник: Euraque |                           |        |      |